# Дуни, Эджидио
Эджидио Ромуальдо Дуни́ (фр. Egidio Romualdo Duni; 11 февраля 1708, Матера, Италия — 11 июня 1775, Париж, Франция) — итальянский композитор. Представитель Неаполитанской оперной школы и один из самых ярких мастеров комической оперы своего времени (причём как французской опера-комик, так и итальянской опера-буффа).

## Биография
Музыкальное образование получил в консерватории Санта-Мария-ди-Лорето близ Неаполя. Был учеником композитора Франческо Дуранте. Учениками Дуранте вместе с ним были Джованни Перголези и Джованни Паизиелло.

## Творчество
Первая опера Эджидио Дуни «Нерон» в 1735 была с успехом поставлена в Риме. В последующие годы им были написаны оперы-сериа для различных городов Италии.
В 1737 в Королевском театре в Лондоне состоялась постановка оперы Дуни «Демофонт» (либретто П. Метастазио).
В 1749 переехал на жительство в Парму, где создал свои первые комические оперы, в том числе «Добрая дочка» (либретто Гольдони).
Большим успехом пользовалась опера «Нинетта при дворе» (на текст Ш. Фавара), поставленная на сцене Театра итальянской комедии в Париже, куда Эджидио Дуни был приглашен в 1757.
Несмотря на итальянское происхождение, Дуни является одним из создателей национальной комической оперы во Франции.
Парижский период творчества композитора связан с утверждением этого жанра французской оперы.
Оперы Эджидио Дуни отличались выразительной и изящной мелодикой, а также реалистическими характеристиками персонажей. К заслугам композитора следует отнести успешное соединение лучших черт итальянской оперы-буффа и французской комической оперы.
Э. Дуни — автор опер, ораторий и сочинений в других жанрах.

## Музыкальные произведения
- 1735 — «Нерон»
- 1735 — «Адриан в Сирии»
- 1737 — «Демофонт»
- 1739 — «Покинутая Дидона»
- 1740 — «Катон в Утике»
- 1744 — «Артаксеркс»
- 1748 — «Кир признанный»
- 1756 — «Добрая дочка»
- 1756 — «Нинетта при дворе»
- 1757 — «Художник, влюблённый в свою модель»
- 1758 — «Нина и Линдор, или Капризы сердца»
- 1758 — «Дочь, за которой плохо присматривали»
- 1760 — «Остров безумных»
- 1763 — «Два охотника и молочница»
- 1765 — «Фея Ургела»
- 1765 — «Школа юности»
- 1766 — «Колокол»
- 1768 — «Жнецы» и др.